# Viktor Boone
Viktor Luc Boone (* 25. Januar 1998 in Gent) ist ein belgischer Fußballspieler.

## Karriere
Viktor Boone erlernte das Fußballspielen beim belgischen Verein KAA Gent. 2017 wechselte er in die Jugendabteilung von KFC Sparta Petegem.
2018 wechselte Boone zu KMSK Deinze. Für die Profimannschaft Deinzes debütierte er am 4. Mai 2019 in der ersten Aufstiegsrunde der 1. Division Amateure bei der 4:1-Auswärtsniederlage gegen Lierse SK. Zwischen 2018 und 2022 absolvierte er für Deinze insgesamt 86 Ligaspiele und schoss dabei 2 Tore.
2022 unterschrieb er einen Vertrag bei Royale Union Saint-Gilloise. Am 6. August 2022 debütierte er am 3. Spieltag der Division 1A 2022/23 bei der 3:0-Auswärtsniederlage gegen den KV Mechelen. Außerdem bestritt er in der Saison 2022/23 nur noch ein Pokalspiel.
Auch in der neuen Saison 2023/24 bestritt er zunächst kein Spiel für Union Saint-Gilloise. Anfang September 2023 wurde er für den Rest der Saison an den Zweitdivisionär Lierse Kempenzonen ausgeliehen.